# Pierre-François Jamet
Pierre-François Jamet (Le Fresne-Camilly, 12 settembre 1762 – Caen, 12 gennaio 1845) è stato un presbitero francese, restauratore della congregazione delle Figlie del Buon Salvatore e inventore di un metodo per l'educazione dei sordomuti. Papa Giovanni Paolo II lo ha beatificato nel 1987.

## Biografia
Studiò teologia e filosofia nell'università di Caen e proseguì la sua formazione presso il locale seminario degli eudisti: venne ordinato sacerdote nel 1787.
Svolse l'incarico di direttore spirituale delle Figlie del Buon Salvatore e continuò a esercitare clandestinamente il suo ministero durante il periodo rivoluzionario.
Dopo il concordato del 1801 riorganizzò le Figlie del Buon Salvatore (per questo è considerato il secondo fondatore della congregazione).
Nel 1815 iniziò a dedicarsi alla formazione di due ragazze sorde ed elaborò un metodo per l'educazione dei sordomuti: espose il suo metodo all'accademia di Caen e nel 1816 aprì una scuola per sordomuti affidata alle Figlie del Buon Salvatore.
Tra il 1822 e il 1830 fu rettore dell'università di Caen.

## Il culto
La sua causa di canonizzazione venne introdotta il 16 gennaio 1975; dichiarato venerabile il 21 marzo 1985, è stato proclamato beato da papa Giovanni Paolo II il 10 maggio 1987 (assieme a Louis-Zéphirin Moreau, Andrea Carlo Ferrari e Benedetta Cambiagio Frassinello).
La sua memoria liturgica si celebra il 12 gennaio.
| Controllo di autorità | VIAF (EN) 32349106 · ISNI (EN) 0000 0001 1874 6597 · BAV 495/46855 · CERL cnp00153871 · LCCN (EN) n88666869 · GND (DE) 100753620 · BNF (FR) cb119726969 (data) |